# 梁建辰
梁建辰（1488年—？年），字茂陽，號海石，廣東廣州府番禺縣人，軍籍。

## 生平
治《易經》，正德十一年（1516年）廣東鄉試第十五名舉人，年三十六歲中式嘉靖二年（1523年）癸未科會試第二百五十名，第三甲第二百三十三名進士。嘉靖八年任新化县知县。二十九年任郧阳府知府，又任南康府知府，官至按察司副使。

## 家族
曾祖梁德润。祖父梁安。父梁扆，寿官。母邬氏。重庆下。弟建宇、建宣、建宏。